# کن کیوز
کن کیوز (انگلیسی: Ken Caves; ۴ نوامبر ۱۹۲۶ – ۳۱ ژوئیهٔ ۱۹۷۴) دوچرخه‌سوار اهل استرالیا بود. وی در بازی‌های المپیک تابستانی ۱۹۴۸ و ۱۹۵۲ شرکت کرده است.